# Г'юго (Колорадо)
Г'юго (англ. Hugo) — місто (англ. town) в США, в окрузі Лінкольн штату Колорадо. Населення — 787 осіб (2020).

## Географія
Г'юго розташоване за координатами 39°8′9″ пн. ш. 103°28′24″ зх. д. / 39.13583° пн. ш. 103.47333° зх. д. (39.135902, -103.473318).  За даними Бюро перепису населення США в 2010 році місто мало площу 2,45 км², уся площа — суходіл.

## Демографія
Згідно з переписом 2010 року, у місті мешкало 730 осіб у 308 домогосподарствах у складі 171 родини. Густота населення становила 297 осіб/км².  Було 410 помешкань (167/км²).
Расовий склад населення:
| - 92,6 % — білих - 1,5 % — чорних або афроамериканців - 0,8 % — корінних американців - 0,5 % — азіатів - 1,8 % — осіб інших рас |

До двох чи більше рас належало 2,7 %. Частка іспаномовних становила 7,3 % від усіх жителів.
За віковим діапазоном населення розподілялося таким чином: 21,1 % — особи молодші 18 років, 55,1 % — особи у віці 18—64 років, 23,8 % — особи у віці 65 років та старші. Медіана віку мешканця становила 46,5 року. На 100 осіб жіночої статі у місті припадало 84,3 чоловіків;  на 100 жінок у віці від 18 років та старших — 81,7 чоловіків також старших 18 років.
Середній дохід на одне домашнє господарство  становив 40 551 долар США (медіана — 32 321), а середній дохід на одну сім'ю — 50 740 доларів (медіана — 39 688). Медіана доходів становила 43 906 доларів для чоловіків та 27 727 доларів для жінок. За межею бідності перебувало 25,1 % осіб, у тому числі 21,8 % дітей у віці до 18 років та 12,7 % осіб у віці 65 років та старших.
Цивільне працевлаштоване населення становило 199 осіб. Основні галузі зайнятості: освіта, охорона здоров'я та соціальна допомога — 23,6 %, роздрібна торгівля — 15,1 %, публічна адміністрація — 9,5 %, будівництво — 7,0 %.